# Sticks and Stones (álbum de New Found Glory)
Sticks and Stones es el tercer álbum de estudio y el primero con un sello discográfico importante del grupo de pop punk New Found Glory. Al igual que su predecesor, su segundo álbum epónimamente titulado, fue producido por Neal Avron y fue lanzado el 11 de junio de 2002 por MCA Records. Debido a la relación que Drive-Thru Records tenía con MCA, los artistas más exitosos de Drive-Thru, incluyendo New Found Glory, recibieron un "empujón" hacia la disquera más grande.
El álbum incluye los populares sencillos "My Friends Over You" y "Head on Collision", ambos de los cuales alcanzaron buenas posiciones en la lista de Billboard de canciones alternativas. A esto se le añadió una presentación estelar en el Warped Tour de 2002 que ayudó a incrementar las ventas y finalmente le valió la certificación de oro al álbum por parte de la RIAA en septiembre.

## Lista de canciones
1. "Understatement" -  3:11
2. "My Friends Over You" -  3:40
3. "Sonny" -  3:28
4. "Something I Call Personality" -  2:40
5. "Head on Collision" -  3:47
6. "It's Been a Summer" -  3:33
7. "Forget My Name" -  3:10
8. "Never Give Up" -  3:12
9. "The Great Houdini" -  2:47
10. "Singled Out" -  3:20
11. "Belated" -  3:06
12. "The Story So Far" -  4:09

## CD Extra
Una edición especial de Sticks and Stones fue lanzada con un CD Extra que contenía dos canciones de New Found Glory y siete de otros grupos.
1. Head on Collision (versión acústica)
2. Forget Everything
3. Pride War - Further Seems Forever
4. What It Is to Burn - Finch
5. Roundabout - Tsunami Bomb
6. Static - H2O
7. Lonely Man's Wallet - The Exit
8. The Best of Me - The Starting Line
9. On My Own - Don't Look Down

## Créditos
Las siguientes personas contribuyeron a Sticks and Stones:
| - Jordan Pundik - vocalista principal, letras - Chad Gilbert - guitarra principal, coros, compositor, letras - Steve Klein - guitarra rítmica, letras - Ian Grushka - bajo - Cyrus Bolooki - batería, percusión - Mark Hoppus - bajo invitado en "Something I Call Personality" - Dan Andriano – coros en "Forget My Name" - Matt Skiba – coros en "Forget My Name" - Bane – coros en "Something I Call Personality", "Belated" - Toby Morse – coros en "Understatement" - Chris Georggin – coros en "Something I Call Personality" - Rusty Pistachio – coros en "Understatement" - What Feeds the Fire – coros en "Something I Call Personality", "Belated" | - Neal Avron - productor - Jay Baumgardner - mixing - Tom Baker - masterización - Tim Stedman - arte, diseño - Justin Stephens - fotografía - Gary Ashley - A&R |

## Listas
Sencillos
| Año  | Sencillo              | Máxima posición en las listas | Máxima posición en las listas | Máxima posición en las listas | Máxima posición en las listas |
| Año  | Sencillo              | US Hot 100                    | US Modern Rock                | UK Singles Chart              | CA Single Chart               |
| ---- | --------------------- | ----------------------------- | ----------------------------- | ----------------------------- | ----------------------------- |
| 2002 | "My Friends Over You" | 85                            | 5                             | 30                            | 11                            |
| 2002 | "Head on Collision"   | -                             | 28                            | 64                            | -                             |

Álbum
| Lista             | Máxima posición | Certificación | Ventas   |
| ----------------- | --------------- | ------------- | -------- |
| U.S Billboard 200 | 4               | Gold          | 500 000+ |
| UK Album Chart    | 10              | Gold          | 50 000+  |